# Грант (окръг, Оклахома)
Вижте пояснителната страница за други населени места с името Грант.
Окръг Грант (на английски: Grant County) е окръг в щата Оклахома, Съединени американски щати. Площта му е 2600 km², а населението – 5144 души (2000). Административен център е град Медфорд.